# Museu Municipal d'Alzira
El Museu Municipal d'Alzira (MUMA) és un museu que recull la història de la ciutat d'Alzira i la comarca de la Ribera Alta. Està situat al centre històric de la ciutat, al que es coneix com la Vila d'Alzira. El nou museu va ser inaugurat al desembre de 2008 i es va establir a la Casa de l'Empenyorament.

## Història

### Antecedents
La creació del Museu Municipal d'Alzira va tindre els seus inicis a la dècada dels anys setanta, inaugurant-se el 20 de novembre de 1979 a la planta baixa de l'edifici vuitcentista de les antigues Escoles Pies. Posteriorment,es va rehabilitar aquest edifici per transformar-lo en l'actual Casa de la Cultura d'Alzira, instal·lant-se el museu a la primera planta de l'edifici el 19 de maig de 1989. A partir de 1992 el museu començà a obrir les portes amb un horari estable. El 15 de febrer de 1994 va ser reconegut per la Generalitat com a centre de recuperació, conservació, estudi i divulgació dels valors historicoartístics i culturals d'Alzira.
Inicialment el museu tenia diverses parts: 
- cartografia: amb mapes i plànols antics de la ciutat i el seu entorn. També fotografies de principis del segle xx, amb imatges d'edificis desapareguts, així com ponts, parts de la muralla, paisatges, etc.
- arqueologia: amb material que anava des de la Prehistòria fins a època cristiana, però la majoria de les peces, ceràmica sobretot, pertanyien a l'Al-Jazira musulmana.
- etnologia: Comptava amb tres parts diferenciades, la casa, els oficis i l'agricultura.
- sala Enrique Núñez, dedicada a les Belles Arts.[1]

Museu actual
L'actual MUMA es va inaugurar el 21 de desembre del 2008, i disposa d'un edifici pròpi per a les instal·lacions del museu.
L'any 2014 es va iniciar un nou procés d'ampliació del MUMA,a l'antiga Casa d'Alós, pròxima al museu. Aquest immoble, es destinarà en un futur per exposar els fons etnològics del museu.
L'any 2017 entrà a formar part de la Xarxa de Museus Etnològics Locals, coordinada pel Museu Valencià d'Etnologia.

## Contingut
El museu recull fons del patrimoni cultural de la localitat i la comarca de la Ribera Alta, entre els quals destaquen els materials arqueològics procedents de diversos jaciments, com ara el del centre històric de la ciutat, la Vila, o els del monestir de la Murta.
El mateix edifici que acull el museu, la Casa de l'Empenyorament, és exponent de l'interès arqueològic i arquitectònic del nucli de la Vila, amb els quals és part dels elements que s'hi exposen. A través de finestres arqueològiques als murs de tàpia i al paviment s'observa la tipologia de la construcció i les seves fases, així com els estrats formats pels farciments de l'ocupació humana i les aportacions de sediments fluvials degudes a les inundacions del Xúquer. En algunes parts de l'edifici, s'observen vestigis arquitectònics de les diferents etapes d'ocupació: murs de tàpia, arcs apuntats o de mig punt, arcs geminats i mènsules que sorten de les parets.
A la Sala del Mur Islàmic es mostra un fragment del sòcol d'un mur d'època almohade, procedent d'una excavació amb restes de pintura decorativa d'estil geomètric-vegetal, amb dues alàfies cúfiques, una que s'interpreta "Al-mulk li-lâh", (el Poder és de Déu) i una altra en què figura "al-'uzm" (La grandesa (de Déu)).
La Sala de l'Apostolat acull la Taula Gòtica de l'Apostolat, dels segles XIV o XV. La taula procedeix de la predel·la d'un retaule. Representa set apòstols, dels quals destaca Sant Jaume per la seva decoració profusa. Tot i que se'n desconeix l'origen amb certesa, segons la seva restauradora, Mónica Ibáñez, podria procedir d'algun retaule d'església o monestir exclaustrat després de la desamortització. La peça es va conservar en romandre penjada a l'Ajuntament, a l'antic despatx de l'alcalde.
Les sales que presenten des de la prehistòria fins al segle xiv, sempre amb un enfocament eminentment comarcal i local, mostren materials del municipi alcireny i d'altres de la comarca. S'exhibeix una reproducció d'una tomba romana sota tègules, procedent de la necròpolis del Camí d'Albalat, a la partida de Tisneres, i que data del segle ii. C. Hi ha làpides i elements ceràmics des de l'època romana fins a la conquesta cristiana. També es presenta un tresoret de monedes de plata i de velló dels segles XIII i XIV, que es va trobar en una vedriola ceràmica al jaciment de la Vila.
A la Sala Enric Núñez, es presenten els fons procedents de les excavacions arqueològiques dutes a terme a les ruïnes del monestir de la Mare de Déu de la Murta, dels segles XIV a XIX, declarat Bé d'Interès Cultural el 2002. S'exposen elements decoratius, recipients de ceràmica amb l'emblema de lleó, que representa alhora a l'Ordre dels Jerònims i a la família Vich, protectors del cenobi. Destaca la Creu d'Alfardons. Aquesta creu es trobava en un dels matacans de la Torre dels Coloms i es compon de nou rajoles de forma hexagonal, o alfardons.

## Edifici actual
L'increment dels fons va fer necessària la millora i l'ampliació de les instal·lacions, raó per la qual el museu es va traslladar el 2008 a la Casa de l'Empenyorament, també coneguda com a Casa del Carbó. Aquest edifici està ubicat al barri de la Vila, el nucli antic de la ciutat. Es tracta d'un casalot gòtic renaixentista dels segles XVI i XVII, una casa senyorial que ha tingut diferents propietaris i usos.
El museu ocupa les tres plantes de l'edifici. La distribució és la següent:

### Planta baixa
- Sala d'audiovisuals: es poden veure diferents vídeos d'Alzira.
- Maqueta de la Vila: origen de la ciutat.
- Sala del Mur Islàmic: conté un mur decorat del segle XII-XIII, va ser recuperat a unes excavacions arqueològiques.[1]

### Primera planta
- Sala Sucro: En aquesta sala trobem exposats els fons arqueològics del municipi i de la comarca de la Ribera Alta,mitjançant una classificació cronològica segons l'època a la qual pertanyen. Començant amb la Prehistòria i acabant el recorregut a l'època Medieval, comprenent les etapes històriques esdevingudes al municipi d'Alzira: prehistòria, època ibero-romana, època islàmica i època cristiana.
- Sala de l'Apostolat i Sala E. Núñez: continuació del recorregut cronològic fins als segles xviii i xix.[1]

### Segona planta
- Sala Teodor Andreu: està exposada l'obra pictòrica de l'artista alzireny.
- Cambra dels pintors contemporanis: obres pictòriques amb temàtica variada.
- Sala de Noves tendències.
- Oficina per a la gestió i atenció d'usuaris.
- Biblioteca especialitzada.
- Arxiu documental i fotogràfic.[1]

### Soterrani
- Taller de restauració
- Dipòsit[1]